# Jack Sharkey
Jack Sharkey, egentligen Juozas (anglifierat "Joseph") Paul Žukauskas, född 26 oktober 1902 i Binghamton, New York, död 17 augusti 1994 i Beverly, Massachusetts, var en amerikansk-litauisk proffsboxare, världsmästare i tungvikt 1932-1933.

## Biografi

### Karriären upp och ner
Sharkeys professionella karriär varade 1924-36 och den började inte bra. Han förlorade fem av sina 15 första matcher, när det gick som sämst förlorade han tre matcher i följd. Sedan började det gå bättre och av sina 18 följande matcher vann han alla utom en. Precis när det började se ut som om Sharkey skulle kunna bli aktuell för en titelmatch hade han 1927 oturen att möta f d världsmästaren Jack Dempsey som valt Sharkey som träningsobjekt inför en returmatch om titeln mot Gene Tunney. Utgången av matchen var kontroversiell då Sharkey matchen igenom tyckte att Dempsey slog för låga slag. I rond 7 kom ännu en låg träff mot Sharkey som då vände sig till domaren i protest. Dempesy tog tillfället i akt och slog en vänsterkrok som fick Sharkey i däck för gott. 

### Diskad i titelmatch
De två följande matcherna gick inte heller bra för Sharkey som fick oavgjort i den ena och förlorade den andra. Han fick tills vidare glömma sina planer på en snar titelmatch. Därefter vände det igen och Sharkey vann sju matcher i rad. Han fick äntligen sin titelmatch då han 1930 mötte Max Schmeling i en match om den titel som lämnats vakant av Tunney. 
Men Sharkeys otur fortsatte. Han diskvalificerades för att ha slagit för lågt och Schmeling blev därigenom den ende i boxningshistorien som erövrat tungviktstiteln genom att motståndaren blivit diskvalificerad. 

### Världsmästare till sist
Efter att ha besegrat den högt rankade italienaren Primo Carnera fick Sharkey en returmatch mot Schmeling 1932 och den här gången vann han med domarrösterna 2-1 i en hård 15-rondersmatch.
Sharkey fick inte behålla titeln länge. Ett år och åtta dagar senare, i sitt första titerlförsvar 29 juni 1933, blev han knockad av Carnera i sjätte ronden. Det var slutet för Sharkey som världsmästare och boxare. Han gick ytterligare sju matcher men vann bara två av dem och lade handskarna på hyllan 1936.

## Död

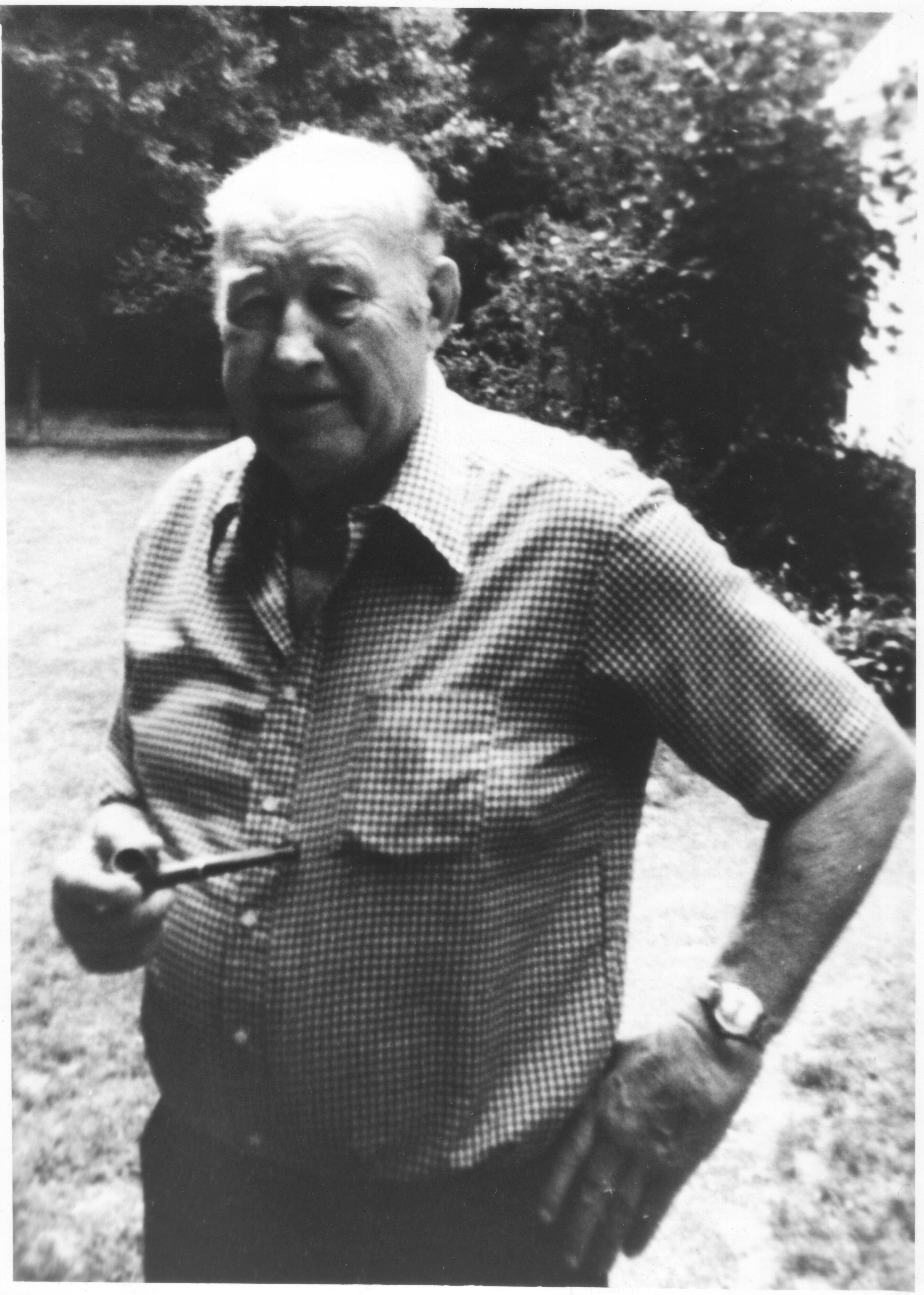
Sharkey på äldre dagar

Jack Sharkeys dog i augusti 1994, bara några månader efter att han valts in i "Boxningens Hall of Fame".

### Webbsidor
- Sharkey på boxrec.com